# Kawah Ijen

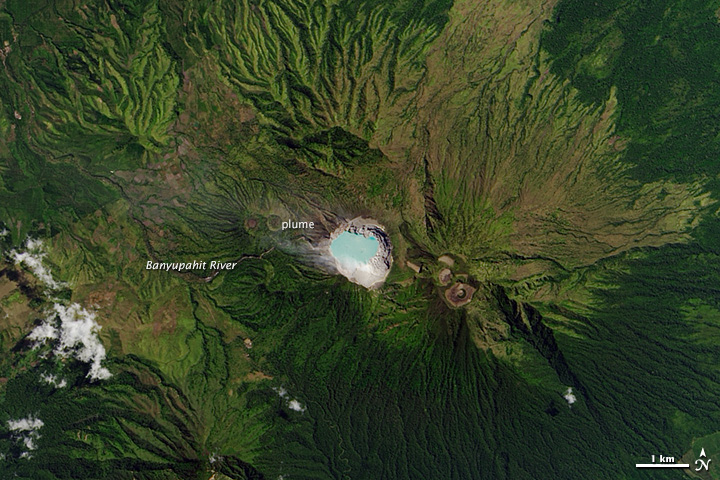
Il vulcano Kawah Ijen col relativo lago visto dal satellite Landsat

Il complesso vulcanico di Kawah Ijen è un gruppo di stratovulcani nella Reggenza di Banyuwangi, in Indonesia, nella parte orientale di Giava. È all'interno di una più grande caldera Ijen, che è larga circa 20 chilometri. Lo stratovulcano Gunung Merapi è il punto più alto del complesso. Il nome "Merapi" significa montagna di fuoco in lingua indonesiana; Monte Merapi, nel centro di Giava, e Marapi, a Sumatra, hanno la stessa etimologia.

## Lago craterico
Il lago craterico sulla sommità è riconosciuto come il più grande lago acido nel mondo. È anche fonte per il fiume Banyupahit, con conseguente acqua di fiume molto acida e arricchita di metalli che comporta un significativo effetto negativo sull'ecosistema della valle.
Nel 2008, l'esploratore George Kourounis utilizzò un piccolo gommone per misurare l'acidità del lago acido. Il pH dell'acqua nel cratere è stata misurata a 0,5, attribuita alla presenza di acido solforico. Altre fonti attribuiscono l'acidità ad acido cloridrico, oppure a un complesso di acidi e minerali.

## Fiamme blu
Da quando il National Geographic Magazine ha parlato delle fiamme color blu elettrico di Ijen, il numero di turisti che visitano la zona ogni anno è aumentato. È necessaria una camminata di due ore per raggiungere il bordo del cratere, seguita da una discesa di 45 minuti per raggiungere la riva del cratere. Le fiamme blu sono innescate dai gas di zolfo che fuoriescono dalle fessure e raggiungono temperature fino a 600 °C.
Le fiamme possono raggiungere i 5 m di altezza; una parte del gas in seguito si condensa in liquido e può incendiarsi nuovamente.
Le fiamme blu si formano anche al di sopra della lava, che di giorno appare rossa e di notte blu luminoso.
Ijen è la più vasta area al mondo di fiamme blu che la gente del posto chiama Api Biru (Fuoco blu). Un'altra località dove sono visibili le fiamme blu è il vulcano Dallol in Etiopia.

## Galleria d'immagini

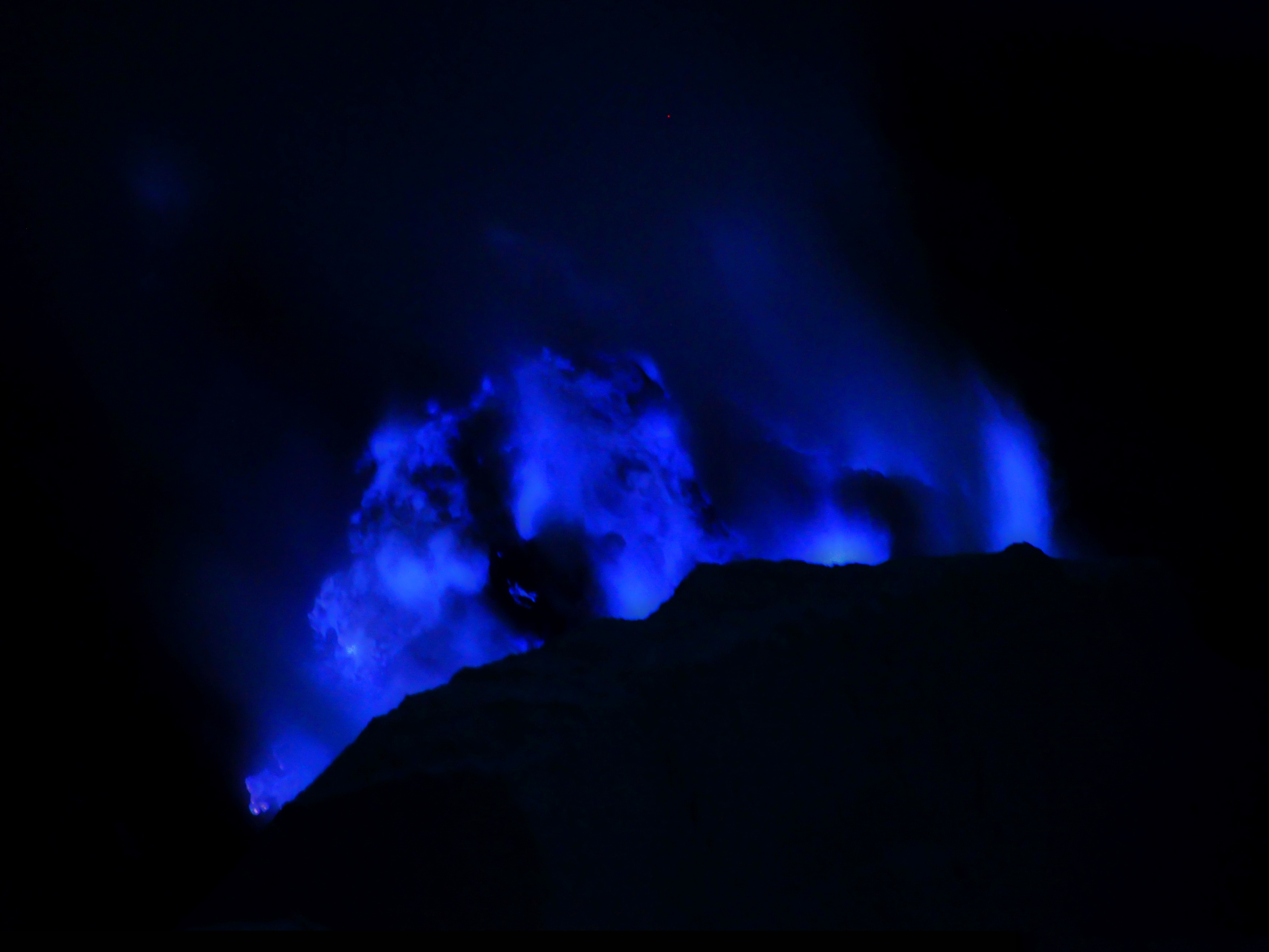
Le fiamme blu
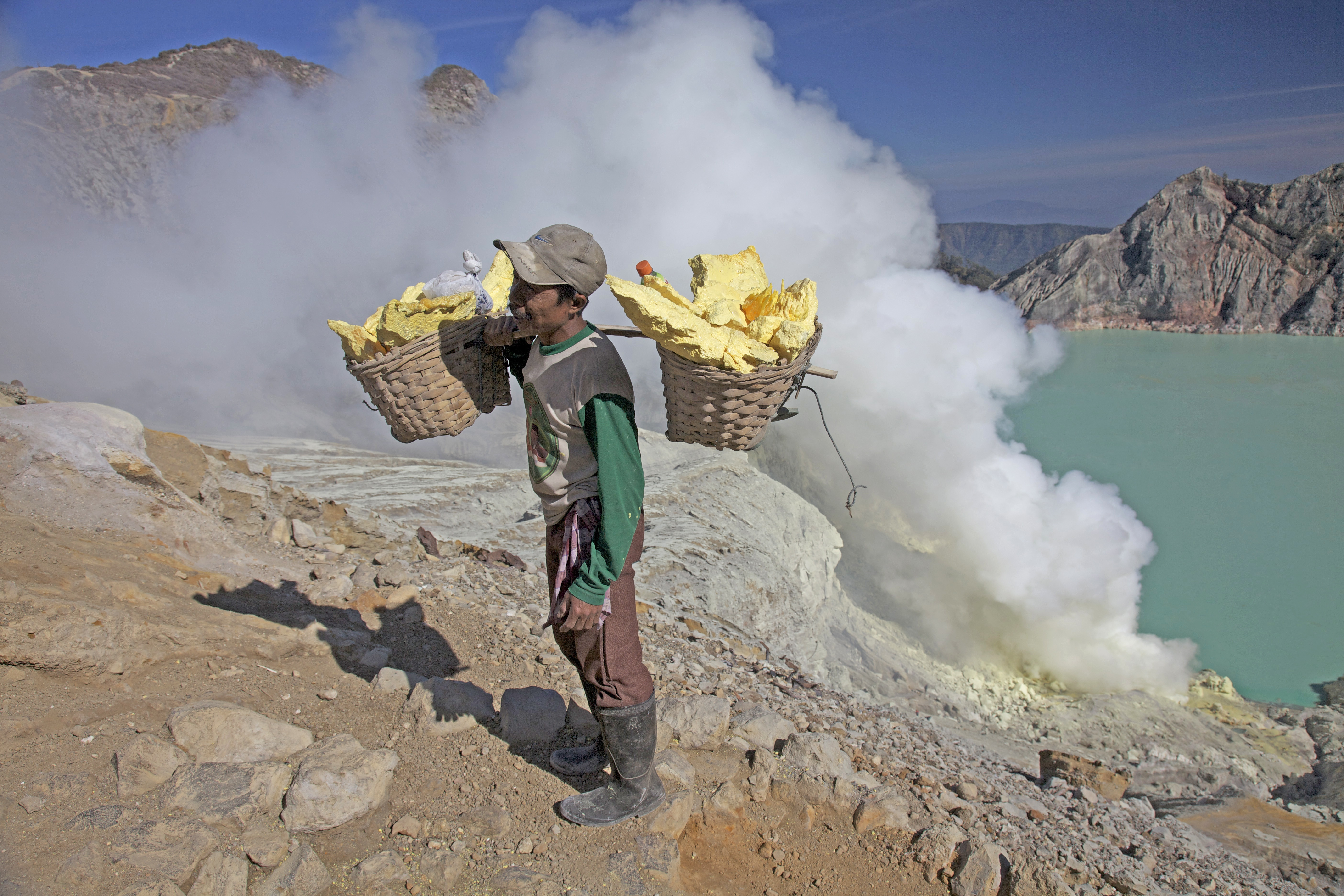
Miniere di zolfo vicino alla riva del lago, Kawah Ijen
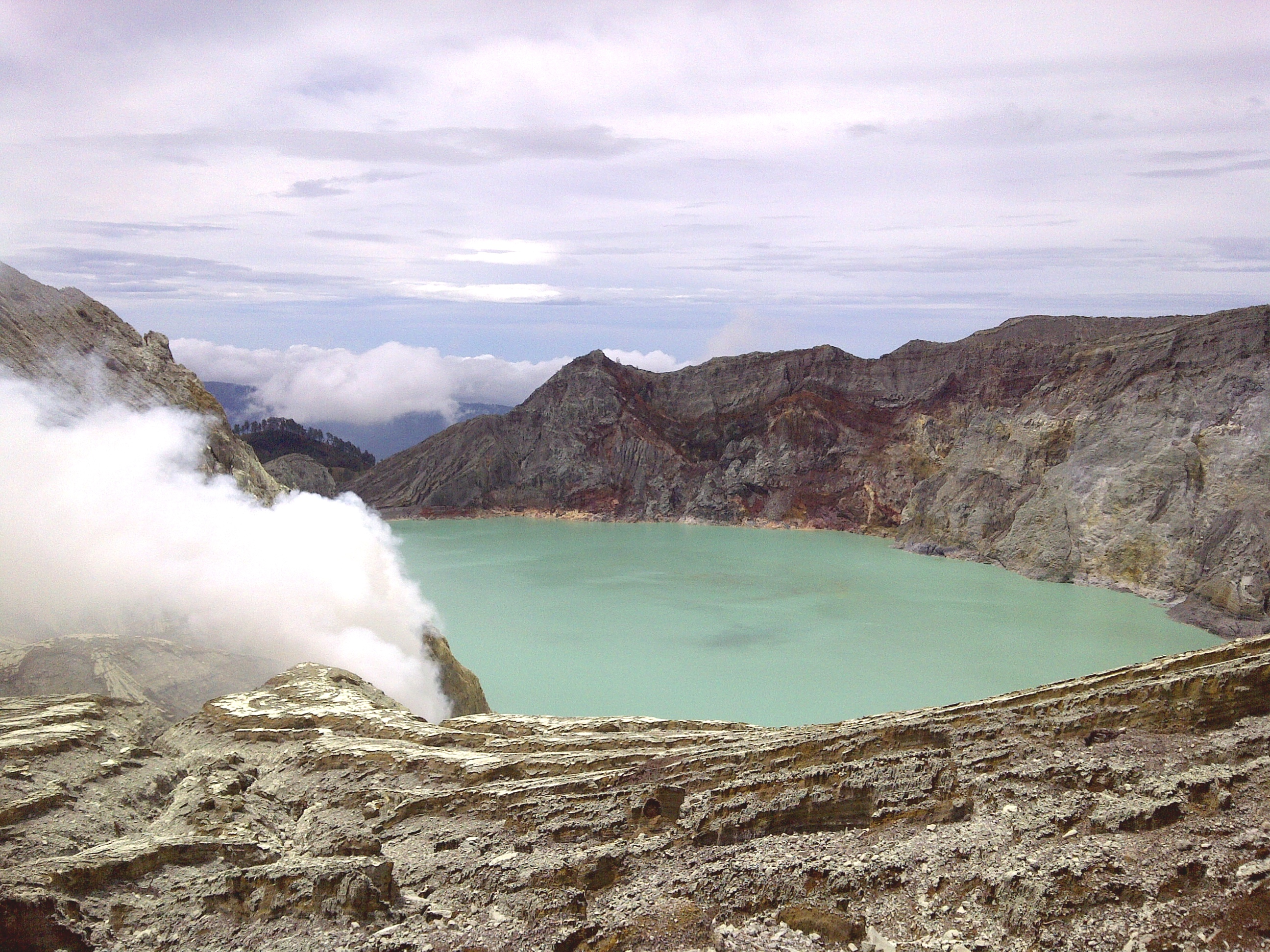
Il lago acido della caldera di Kawah Ijen
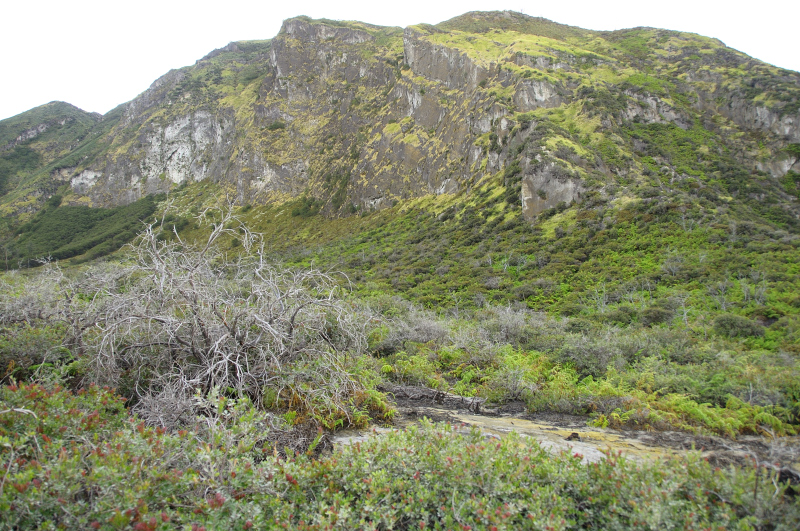
Monte Merapi, Ijen
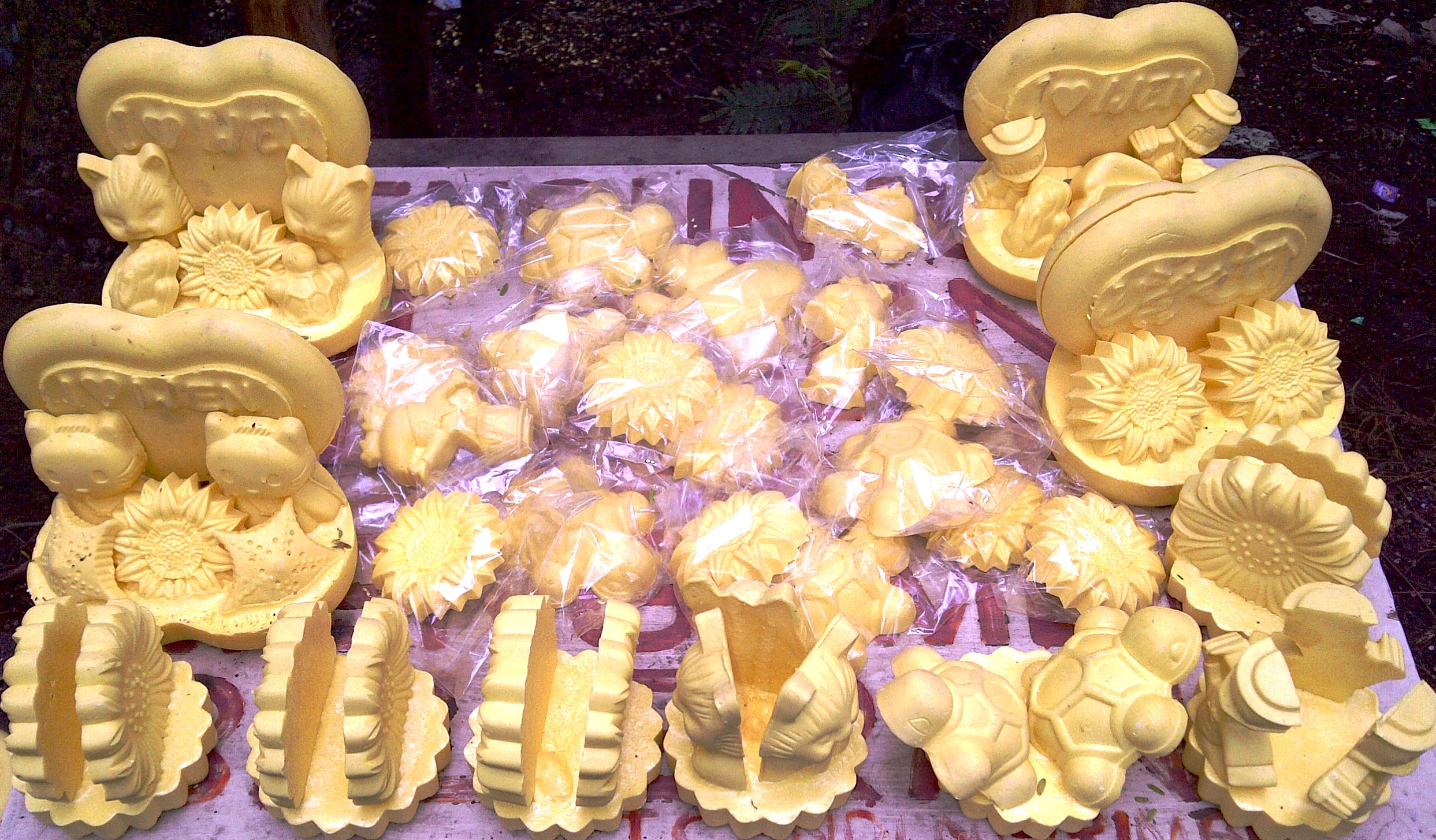
Sculture di zolfo dalle miniere di Ijen